# Zsuzsa Mihalek
Zsuzsa Mihalek (anhörenⓘ; * 1966 in Budapest) ist eine ungarische Szenenbildnerin. Für ihre Arbeit an Poor Things gewann sie 2024 den Oscar für das beste Szenenbild und ebenfalls 2024 den BAFTA Award für das beste Szenenbild.

## Leben
Im Alter von ungefähr 17 Jahren hatte Zsuzsa Mihalek den Wunsch, Filmemacherin zu werden. Sie bewarb sich 1986 dann auf eine Anzeige in der Zeitung Expressz, in der eine Praktikumsstelle als Raumausstatter bei einer Filmproduktionsfirma ausgeschrieben war und bekam diese Stelle. Danach arbeitete sie zunächst als Praktikantin bei dieser Firma bei verschiedenen Bühnenbildnern und Dekorateuren und ab 1992 eigenständig. Sie wirkte an einer Reihe von ungarischen Filmproduktionen mit, angefangen mit Kalózok, Csinibaba und Szamba und später bei Londoni randevú, Made in Hungária,  Die Werckmeisterschen Harmonien und Argo. Weiterhin erstellte sie Szenenbilder bei Dreharbeiten für internationale Produktionen in Ungarn. Hierzu gehören Atomic Blonde und Dame, König, As, Spion. Zsuzsa Mihalek arbeitet seit zehn Jahren für die Filmproduktionsfirma Pioneer Film in Budapest. Sie hat auch an vielen Werbespots mitgewirkt, sieht das allerdings nicht als bevorzugtes Genre und arbeitet lieber für Spielfilmproduktionen.
Für ihre Arbeit am Szenenbild von Poor Things (2023) gewann sie im Jahr 2024 gemeinsam mit Shona Heath und James Price unter anderem den Oscar und britischen BAFTA Award.